# Juan Ladrillero
Juan Ladrillero, né à Moguer vers 1490 et mort en 1559, est un explorateur et navigateur espagnol. Il a étudié également la cosmologie et l'astronomie. Il est considéré comme le second navigateur après Fernand de Magellan à traverser le détroit de Magellan, et le premier d'ouest en est en aller-retour.

## Données biographiques et expéditions
J. Ladrillero participa aux guerres civiles du Pérou au XVIe siècle, à des explorations comme celle de Pascual de Andagoya en Colombie en 1540 ou celle de García Hurtado de Mendoza au Chili en 1557 où J. Ladrillero est désigné par le nouveau gouverneur du Chili, Gerónimo de Alderete pour explorer la partie côtière australe du Chili et de traverser le passage découvert par Fernand de Magellan entre les deux Océans, le détroit de Magellan à la recherche de territoires riches en épices. 
Partie le 17 novembre 1557 de Valdivia, l'expédition atteint l'île de la Désolation (entrée occidentale du détroit de Magellan) explore durant 5 mois le Détroit puis revient le 15 janvier 1559 à Valdivia avec de nombreux détails et informations géographiques, cartographiques, hydrographiques et ethnologiques mais sans la preuve de richesses escomptées. Au contraire ces informations concluront que ces Terres sont inhospitalières et inhabitables.